# Севастополь (поїзд)
«Севастополь» — колишній фірмовий нічний швидкий поїзд Укрзалізниці № 40/39 сполученням Київ — Севастополь, формуванням Південно-Західної залізниці.
На даний поїзд була можливість придбати електронний проїзний документ.

## Історія
До 2001 року поїзд курсував через станції Біла Церква та Фастів I.
З 30 травня 2011 року скасовані зупинки поїзда на станціях Урожайна, Джанкой, Синельникове I.
З 27 травня 2012 року призначена зупинка поїзда на станції Київ-Деміївський, що дала змогу киянам та гостям столиці, ті що подорожують в даний район і з нього поїхати туди, куди потрібно.
З листопада 2013 року введена в дію послуга придбання електронного квитка. Також була можливість придбати для поїздів № 28/27 та № 146/145 сполученням Київ — Сімферополь.
З 27 грудня 2014 року, через анексію Криму, поїзд був  скасований.

## Інформація про курсування
Поїзд «Севастополь» курсував цілий рік, щоденно. На маршруті руху зупинявся на 13 проміжних станціях.
| Розклад руху поїзда «Севастополь» станом на 2014 рік | Розклад руху поїзда «Севастополь» станом на 2014 рік | Розклад руху поїзда «Севастополь» станом на 2014 рік | Розклад руху поїзда «Севастополь» станом на 2014 рік | Розклад руху поїзда «Севастополь» станом на 2014 рік |
| Час прибуття                                         | Час відправлення                                     | Станція                                              | Час прибуття                                         | Час відправлення                                     |
| ---------------------------------------------------- | ---------------------------------------------------- | ---------------------------------------------------- | ---------------------------------------------------- | ---------------------------------------------------- |
| —                                                    | 13:22                                                | Київ                                                 | 07:18                                                | —                                                    |
| 07:38                                                | —                                                    | Севастополь                                          | —                                                    | 12:30                                                |

## Склад поїзда
На маршруті руху курсували два склади поїзда, формування станції вагонного депо Київ-Пасажирський.
Поїзд складався з 18 фірмових пасажирських вагонів різного класу комфортності:
- 1 вагон класу Люкс (№ 12)
- 7 купейних (№ 11, 13—18);
- 10 плацкартних (№ 1—10).

Вагон № 11 — був штабним. Всі вагони фірмові, купе та люкс оснащені були кондиціонерами, частково — біотуалетами та іншими зручностями.

## Вагони безпересадкового сполучення
В складі поїзда курсували декілька вагонів безпересадкового сполучення за маршрутом:
- Сімферополь — Берлін;
- Севастополь — Калінінград.

## Цікаві факти
- Поїзд мав би отримати іменну назву «Чайка», бо на лівреї вагонів були зображені чайки.
- З вікна поїзда була можливість побачити гору Роман-Кош.

## Події
- 7 жовтня 2007 року поїзд зіткнувся з вантажним поїздом. Працівник залізниці помер, а всі інші не постраждали. Після заміни локомотива поїзд прибув о 13:04 (запізнення склало — 5 годин)[6].
- 18 травня 2013 року у Бахчисарайському районі поїзд затримали через пошуки підрозділами Державної служби з надзвичайних ситуацій знарядів і мін часів Другої світової війни. В ході пошуків було знайдено 8 одиниць боєприпасів. Поїзд мав кількагодинне запізнення (скорочення зупинок на транзитних станціях), проте затримка з прибуттям до Києва склала на годину пізніше від розклалу руху[7].